# 114 av. J.-C.
Cette page concerne l'année 114 av. J.-C. du calendrier julien proleptique.

## Événements
- 20 septembre 115 av. J.-C. (1er janvier 640 du calendrier romain)  : début à Rome du consulat de Manius Acilius Balbus et Gaius Porcius Cato[1].
  - Le consul Porcius Cato est sévèrement battu par les Scordisques en Macédoine ; son armée est anéantie[2]. À son retour à Rome, il est accusé de concussion et condamné.
  - Marius est envoyé comme propréteur en Hispanie ultérieure[3].
- Les vestales romaines Aemilia, Marcia et Licinia sont accusées d'actes multiples d'incestum. Aemilia est condamnée sans appel et mise à mort[4]. Dans un premier temps, Marcia et Licinia sont acquittées, puis condamnées à mort lors d'un second procès en 113 av. J.-C.[5],[6]

## Naissances
- Quintus Hortensius Hortalus, orateur, avocat et homme politique romain.

## Décès
- Zhang Qian, explorateur et diplomate chinois.